# Unità Nazionale Russa
L'Unità Nazionale Russa (UNR spesso noto come RNU, secondo l'acronimo in lingua inglese o RNE secondo l'acronimo translitterato in lingua russa) o Movimento Patriottico Civico Panrusso "Unità Nazionale Russa" (in russo Всероссийское общественное патриотическое движение "Русское национальное единство"?, 'Vserossijskoe obščestvennoe patriotičeskoe dviženie "Russkoe Nacional'noe Edinstvo"'), era un'organizzazione, partito politico e gruppo armato paramilitare neonazista non registrato irredentista con sede in Russia e precedentemente operante in stati con popolazioni di lingua russa. È stata fondata dall'ultranazionalista Aleksándr Petróvič Barkašóv. Il movimento ha sostenuto l'espulsione dei non russi e un ruolo maggiore per le istituzioni russe tradizionali come la Chiesa ortodossa russa. L'organizzazione non è stata registrata a livello federale in Russia, ma ha comunque collaborato su base limitata con il Servizio di sicurezza federale. Il gruppo è stato bandito a Mosca nel 1999 dopo di che il gruppo è considerato chiuso.

## Storia
Nel 1989, Barkašov era il secondo in comando del Fronte Nazional-Patrittico Russo Pamjat'. Il suo conflitto con Dmitrij Vasil'ev ha portato Barkašov a guidare, secondo quanto da lui affermato, "i membri più disciplinati e attivi, insoddisfatti dei discorsi vuoti e delle acrobazie teatrali, fuori da Pamjat'". Nel 1990, RNU è cresciuta di fronte alle difficoltà economiche e sociali incontrate dai russi nel corso dello scioglimento dell'Unione Sovietica.
Il movimento di unità nazionale russa è stato fondato il 16 ottobre 1990 da un gruppo scissionista del Fronte patriottico nazionale "Memoria" (NPF "Pamjat'"). È cresciuto dal 1990 al 1991. È stato riferito che i membri indossassero uniformi nere e mimetiche. Il gruppo ha anche adottato un emblema con la svastica rossa e bianca ed ha espresso apertamente ammirazione per il nazionalsocialismo tedesco e le celebrazioni pubbliche dell'ascesa dei nazisti, sebbene l'organizzazione abbia ufficialmente negato qualsiasi sostegno all'ideologia nazista. Il gruppo era attivo non solo in Russia, ma anche in Estonia, Lettonia, Lituania e Ucraina. La RNU ha tentato di unire i gruppi nazionalisti organizzando sobors slavi e poi russi. Si sono incontrati con vari gruppi per perseguire obiettivi comuni, ma hanno visto pochi progressi.
Entro la metà del 1993, la RNU era diventata il movimento nazionalista russo più importante, con un'ampia rete di divisioni regionali. Oltre a impegnarsi in azioni politiche, la RNU ha condotto esercitazioni militari e addestramento tattico. Con lo svolgersi della crisi costituzionale russa del 1993, la RNU ha sostenuto militantemente il parlamento russo contro il presidente Boris El'cin. Nel 1993 ha anche preso parte alla difesa e al pattugliamento della Casa Bianca, residenza del Consiglio Supremo della Federazione Russa, contro le truppe del Presidente. Dopo la vittoria di El'cin, la RNE ha lavorato illegalmente per diversi mesi. Mentre era in clandestinità, il movimento ha continuato a pubblicare il giornale Russian Order.
Lo stesso anno, l'organizzazione è stata registrata come "un club per l'educazione militare e patriottica" e in seguito è stata riconosciuta dai funzionari locali come "un'unità di autoprotezione del popolo volontario". Per aiutare a raggiungere i suoi obiettivi, la RNU ha sviluppato un gruppo di paramilitari armati, noti come Vitjazi russi, che sono stati addestrati all'uso di armi leggere ed esplosivi.
Il 15 ottobre 1995, 304 delegati di 37 divisioni regionali hanno partecipato a una conferenza della RNE a Mosca. Nel 1999, il sindaco di Mosca Jurij Michajlovič Lužkov, con il sostegno di alti funzionari del governo, ha vietato lo svolgimento della seconda conferenza regionale della RNE a Mosca. Tuttavia, la RNE ha continuato a organizzarsi.
Il gruppo è stato bandito a Mosca nel 1999 e Barkašóv ha perso il controllo del gruppo nel 2000, dopodiché il gruppo è stato chiuso.

## Ideologia, tattiche e attività
Promuovendo la nozione di "Russia per russi e compatrioti", i membri del partito (a volte chiamati Barkašoviti dal nome del fondatore) sostengono politiche che includono l'espulsione delle minoranze che "hanno la loro patria fuori dalla Russia", in particolare gli ebrei e i migranti del Caucaso meridionale come azeri, georgiani e armeni, nonché nazionalità dell'Asia centrale come kazaki, uzbeki, tagiki e altri.
Le nuove reclute (dette storonniki, letteralmente "sostenitori") nell'organizzazione sono state tradizionalmente tenute a servire come funzionari di basso livello, fungendo da autisti e distribuendo volantini, oltre a partecipare a sessioni istruttive sulla filosofia del gruppo e credenze, molte delle quali derivano da un libro scritto da Barkašóv. Man mano che i membri avanzano di livello, possono raggiungere il grado di spodvižniki (letteralmente arcaico, in alto stile per "collaboratori" o "collaboratori") e hanno diritto a indossare le insegne e partecipare all'addestramento paramilitare. I membri più devoti avanzano ai ranghi dei soratniki (letteralmente "compagni d'armi"), che servono come guida del gruppo.
Membri di alcuni gruppi locali del RNE sono stati condannati per gravi crimini connessi al razzismo, come il caso del gruppo RNE a Tver' che ha vandalizzato tombe di ebrei e musulmani, ucciso e aggredito individui appartenenti a minoranze etniche, diffuso odio razziale. Nonostante la somiglianza dell'RNE con il nazismo, il fondatore Barkašóv rifiutò le etichette "fascista" e "nazista", tuttavia ammise di essere un nazionalsocialista. Il gruppo contava circa 20.000 - 25.000 membri prima della sua chiusura nel 2000.